# Saint-Brice-sous-Rânes

Saint-Brice-sous-Rânes este o comună în departamentul Orne, Franța. În 1 ianuarie 2022 avea o populație de 139 de locuitori.